# N23 (Guinea)
Die N23 ist eine Fernstraße, die in Boké an der Ausfahrt der N3 beginnt und in Tianko an der Zufahrt zur N5 endet. Sie kreuzt sich in Gauoul mit der N24 und in Koumbia mit der N12. Sie ist 203 Kilometer lang.